# Мински тракторски завод
Мински тракторски завод (блр. Мінскі трактарны завод, рус. Минский тракторный завод)  је белоруски произвођач пољопривредних машина са седиштем у Минску, главном граду Белорусије. Предузеће спада у једно од 10 највећих произвођача трактора на свету, а сама фабрика у Минску чини једну од највећих у Белорусији. Фабрика је позната по својој серији трактора Белорус.

## Историјат
Фабрика је основана 29. маја 1946. у тадашњем Совјетском Савезу. Први модел трактора МТЗ-2 је произведен 14. октобра 1953. Фабрика је ускоро постала позната по својој чувеној серији трактора Белорус, који се за разлику од неких других трактора из тог периода показао погодним за рад у разним климатским условима. Разлог за ово лежи у чињеници што је огромно совјетско пространство обухватало подручја са различитим временским условима, и била је потребна радна машина која би могла да функционише широм земље. Током совјетског периода осим земаља источног блока, трактори из Минског тракторског завода су извожени и у Канаду, Западну Немачку, Финску, Уругвај, Данску, Аустралију, Нови Зеланд и Грчку.
Током 80их, компаније у Пакистану и Мексику су уз помоћ Минског тракторског завода производиле своју верзију трактора Белорус, намењену за тржиште земаља Трећег света.
Након распада Совјетског Савеза, Белорусија је за разлику од осталих бивших совјетских република задржала висок удео државног власништва у економији и економски интервенционизам, а Мински тракторски завод је задржан у државном власништву. Према белоруској економској доктрини Мински тракторски завод има статус "националног шампиона", где је предузеће од посебног значаја за белоруску државу, и нема искључиво економске циљеве.
Током посете председника Белорусије просторијама фабрике у Минску, директор фабрике је саопштио да је у току рад на трактору који би био потпуно аутономан, а пројекат био био готов до 2030. Први прототип аутономног трактора представљен је 2021. а реч је о моделу који може да ради аутономно или путем даљинског управљања.

## Производња у другим државама
МТЗ се у појединим државама, укључујући и Србију посебно склапа за локално тржиште од стране локалних компанија. У Србији белоруске тракторе склапа компанија Агропаноника, чија фабрика у Новом Саду годишње склапа око 3000 трактора предвиђених за српско тржиште.
Осим Србије, белоруски трактори се склапају у Румунији, Таџикистану и Камбоџи.

## Награде и признања
Током Совјетског Савеза, фабрика је одликована Орденом Лењина и Орденом Октобарске револуције.